# Salto do Lontra
Salto do Lontra is een gemeente in de Braziliaanse deelstaat Paraná. De gemeente telt 12.828 inwoners (schatting 2009).